# Jarl (namn)
Jarl är dels ett mansnamn med nordiskt ursprung och är samma ord som titeln jarl (hövding, högsta ämbetsman), det finns också i den ovanliga kvinnoversionen Jarla. Jarl är även ett efternamn, bland annat ett vanligt soldatnamn. Namnet Jarl förekom redan på runstenar (som Iarl.)
Namnet Jarl var populärt mellan 1930 och 1950 men är idag ett ovanligt pojknamn. Den 31 december 2012 fanns det totalt 3 579 personer i Sverige med namnet, varav 1 550 med det som förstanamn/tilltalsnamn. Det fanns även 1 943 personer med efternamnet Jarl . År 2003 fick 26 pojkar namnet, varav 1 fick det som tilltalsnamn. 
Jarl har namnsdag 11 oktober tillsammans med Erling (sedan 1993, 1986–1992: 24 januari). I den finlandssvenska namnsdagslängden har Jarl namnsdag 24 januari sedan 1929, då en egen namnsdagskalender togs i bruk för finlandssvenskar.
I Finland inföll populariteten för namnet Jarl samtidigt som i Sverige.  Ingen kvinna har fått namnet Jarla i Finland sedan 1940.
I Sverige finns inte fler än ett drygt tiotal med förnamnet Jarla, varav knappt hälften har det som tilltalsnamn. Jarla hade namnsdag den 24 augusti från 1986 till 1993.Som efternamn hade 10 personer i Finland namnet Jarla 2020.

## Personer med förnamnet Jarl
- Jarl Alfredius, nyhetsankare i SVT:s nyhetsprogram Aktuellt.
- Jarl Borssén, skådespelare
- Jarl Burman, långdistanslöpare
- Jarl Christerson, sjömilitär, statsråd
- Jarl Hamilton, skådespelare
- Jarl Hemmer, författare
- Jarl Hjalmarson, politiker (H), partiledare, landshövding
- Jarl Kulle, skådespelare och nyårsringare
- Jarl Lindblad, skådespelare
- Jarl Torbacke, professor
- Jarl Wahlström, Frälsningsarméns 12:e general

## Personer med efternamnet Jarl
- Anders Jarl, cyklist
- Daniel Jarl, fotbollsspelare
- Gustav Jarl, fotbollsspelare
- Inger Jarl Beck, politiker (s)
- Ivar Jarl, militär
- Johan Jarl, ishockeyspelare
- Jonas Jarl, teaterregissör, dramatiker, teaterledare och musiker
- Magnus Jarl, skarprättare
- Otto Jarl, svensk-österrikisk skulptör
- Sigurd Jarl, psykiater
- Sofia Jarl, politiker (c)
- Stefan Jarl, filmregissör
- Viggo Jarl, dansk skulptör

År 2017 fanns 2 008 personer i Sverige med efternamnet Jarl.